# Buda (okręg Buzău)
Buda – wieś w Rumunii, w okręgu Buzău, w gminie Buda. W 2011 roku liczyła 1002 mieszkańców. 